# 蚌埠专区
蚌埠专区，中华人民共和国安徽省已撤销的专区，在今安徽省北部。
1956年由宿县、滁县2专区合置，专员公署驻蚌埠市。辖原宿县专区所属宿县、灵璧、泗县、五河、怀远、濉溪、砀山、萧县8县及原滁县专区所属滁县、来安、全椒、定远、凤阳、嘉山、炳辉、肥东8县。辖16县。
1958年，肥东县划归合肥市。
1959年，专区辖县调整如下：
1. 撤销濉溪县，并入濉溪市；
2. 撤销滁县、全椒2县，合并设立滁全县；
3. 撤销萧县、砀山2县，合并设立萧砀县；
4. 炳辉县复名天长县。

调整后，蚌埠专区辖12县。
1961年，撤销滁全县，恢复滁县、全椒2县；撤销萧砀县，恢复萧县、砀山2县。同年，撤销蚌埠专区，将宿县、萧县、灵璧、五河、砀山、泗县、怀远7县划归宿县专区；将滁县、来安、全椒、定远、嘉山、天长、凤阳7县划归滁县专区。